# Nash Special Eight
La Special Eight è un'autovettura prodotta dalla Nash Motors dal 1932 al 1933.

## Storia
Il telaio aveva un passo di 3.251 mm. Il modello aveva installato un motore a otto cilindri in linea e valvole in testa da 4.274 cm³ di cilindrata avente un alesaggio di 79,4 mm e una corsa di 108 mm, che erogava 100 CV di potenza. La frizione era monodisco a secco, mentre il cambio era a tre rapporti. La trazione era posteriore. I freni erano meccanici sulle quattro ruote. La meccanica derivava da quella del modello antenato.
Nel 1933, con l'obiettivo di differenziare la Special Eight dalla Advanced Eight, che era di categoria superiore, la linea fu aggiornata. Nell'occasione, il passo fu ridotto a 3.073 mm e il motore fu sostituito da un nuovo propulsore da 4.054 cm³ avente un alesaggio di 76,2 mm e una corsa di 111,1 mm che erogava 85 CV.
La Special Eight uscì di produzione nel 1934 senza essere sostituita da nessun altro modello.  